# Carmen de Burgos
Carmen de Burgos y Seguí (também conhecida pelos pseudônimos Colombine, Gabriel Luna, Perico el de los Palotes, Raquel, Honorine e Marianela; Almeria, 10 de dezembro de 1867 – Madrid, 9 de outubro de 1932) foi uma jornalista, escritora, tradutora e ativista dos direitos das mulheres espanhola.

## Início de vida
Carmen de Burgos nasceu em 1867 em Almeria, em uma família de classe média. Seu pai, José de Burgos Cañizares, era dono de uma mina de ouro e administrava, ao lado do seu tio Ferdinand, o vice-consulado de Portugal em Almeria. Sua mãe, Nicosia Segui Nieto, havia chegado ao casamento com uma herança substancial.

## Carreira

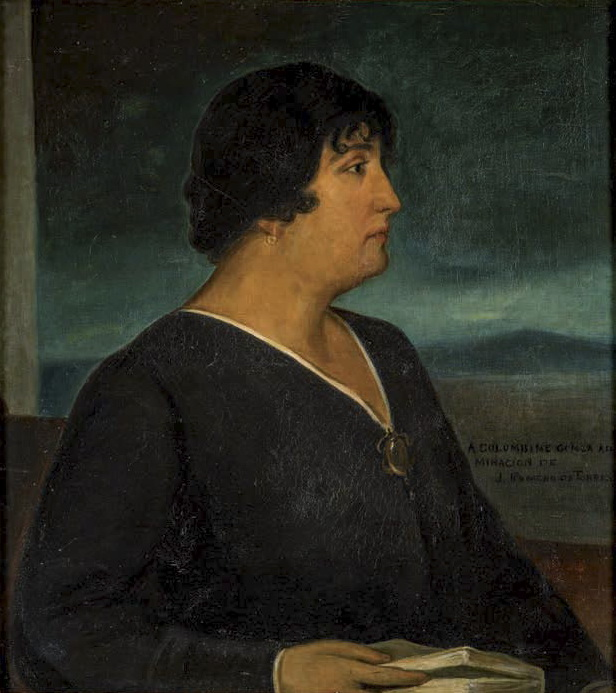
Retrato por Julio Romero de Torres (1917)

Burgos deixou sua família quando conheceu Arturo Asterz Bustos. Ele era um poeta e escritor alcoólatra quinze anos mais velho que ela. Seu novo marido ganhava dinheiro como tipógrafo no jornal da família, mas ela rapidamente descobriu que esse seria seu trabalho. Ela e Arturo tiveram um casamento infeliz por dezessete anos, tendo quatro filhos – dos quais apenas uma chegou à idade adulta. Em 1898 seu filho pequeno morreu e ela se matriculou em uma faculdade local para obter um certificado de professora. Logo avançou nos estudos, e com menos de um ano ela se qualificou para dar aulas no primário. No final de 1898 Burgos já estava qualificada para lecionar no ensino secundário, e em 1900 estava apta para dar aulas a futuros professores. Armada com suas novas conquistas, Burgos estaria empregada pelo resto da vida. Ela e sua filha sobrevivente deixaram seu marido abusivo e infiel e montaram sua própria casa em Guadalaxara, onde seu primeiro livro foi escrito. Nessa época Burgos aprendeu a usar a escrita como forma de ganhar dinheiro, ganhou sua independência e desenvolveu um desprezo pela instituição do casamento. Burgos se considerava feminista, mas seu gênero fez com que seus escritos não fossem incluídos nas avaliações do modernismo espanhol, campo majoritariamente masculino.
No entanto, Burgos estava criando uma série de romances para o mercado de "romances semanais", bastante popular no início do século XX. Seus romances, além de tratarem de temas jurídicos e políticos, também abordavam assuntos que eram tabu na época, como a homossexualidade masculina e feminina, e travestismo. Ela destacou os valores duplos aplicados que culpavam as mulheres adúlteras enquanto a infidelidade masculina era perdoada. As mulheres recebiam a responsabilidade por filhos ilegítimos e a lei ignorava o abuso que algumas mulheres encontraram em seus casamentos. Observou-se que Burgos levantava questionamentos polêmicos sobre gênero, lei e direitos, mas seus escritos não apresentavam uma solução. Ela expôs aos leitores a disparidade entre os valores tradicionais da educação feminina e a vida moderna. Em 1904 Burgos liderou uma campanha para facilitar o divórcio.

## Reconhecimento
Em 1906 Carmen de Burgos se tornou a primeira jornalista profissional mulher da Espanha, quando foi editora do periódico Diario Universal, de Madrid. Ela também foi a primeira presidente da Liga Internacional de Mulheres Ibéricas e Hispano-Americanas. Durante a ditadura de Francisco Franco, Burgos foi censurada dos livros de história. Após a restauração da democracia ela foi novamente reconhecida e inserida na história dos direitos das mulheres na Espanha.

## Obras selecionadas
Ensaios e outros trabalhos
- Ensayos literarios, 1900.
- Álbum artístico literario del siglo XX, 1901.
- Notas del alma, 1901, (colección de coplas populares)
- El divorcio en España, 1904.
- La mujer en España, 1906.
- Por Europa, 1906
- La voz de los muertos, 1911
- Leopardi, 1911
- Misión social de la mujer, 1911
- Cartas sin destinatario, 1912
- Al balcón, 1913
- Impresiones de Argentina, 1914
- Confidencias de artistas, 1916
- Peregrinaciones, 1917
- Mis viajes por Europa, 1917
- ¿Quiere usted comer bien?, 1917
- Fígaro, 1919
- La Emperatriz Eugenia, 1920
- Hablando con los descendientes, 1929
- Gloriosa vida y desdichada muerte de D. Rafael del Riego, 1931.
- Amadís de Gaula, s.a.

Romances
- Los inadaptados, 1909
- La rampa, 1917
- El último contrabandista, 1918
- Los anticuarios, 1919
- El retorno, 1922
- La malcasada, 1923.
- Los espirituados, 1923.
- La mujer fantástica, 1924.[7]
- El tío de todos, 1925.
- Quiero vivir mi vida, 1931.
- Los anticuarios.[8]

Contos
- Ensayos literarios, 1900.
- Alucinación, 1905
- El anhelo
- El abogado
- El artículo 438
- Cuentos: El tesoro del castillo
- Cuentos de Colombine
- En la guerra
- Honor de familia

Traduções
- Historia de mi vida (muda, sorda y ciega), 1904
- La guerra ruso-japonesa, 1904.
- La inferioridad mental de la mujer, 1904.
- Loca por razón de Estado, 1904.
- Los Evangelios y la segunda generación cristiana, 1904
- La Iglesia cristiana, 1905
- Diez y seis años en Siberia, 1906.
- En el mundo de las mujeres, 1906.
- El rey sin corona, 1908.
- La conquista de un Imperio, 1911.
- Los misterios de la india, 1911.
- La corona de olivo silvestre, 1911-1913.
- Fisiología del placer, 1913.
- Las mañanas en Florencia, 1913
- Las piedras de Venecia, 1913.
- Las siete lámparas de la arquitectura, 1913.
- Los pintores modernos. El paisaje, 1913.
- Cuentos a Maxa, 1914.
- El reposo de San Marcos. Historia de Venecia, 1915.
- La Biblia de Amiens, 1916.
- La decisión, 1917.
- Una idea de parisiense por página, 1917.
- La perseverancia, 1919.
- Defnis y Cloe, 1910.
- Los últimos filibusteros, 1913.
- La princesa muda, s.a.
- El tío Geromo (Crainqueville).
- Cuentistas italianos.